# OKEANOS
OKEANOS (Oversize Kite-craft for Exploration and Astronautics in the Outer Solar System) és un concepte de missió proposat per als asteroides troians, els quals comparteixen l'òrbita de Júpiter, utilitzant una vela solar híbrida per propulsió; la vela està coberta amb panells solars prims per alimentar un Motor iònic. L'anàlisi in-situ de les mostres recollides es duria a terme mitjançant un contacte directe o mitjançant un mòdul d'aterratge amb un espectròmetre de masses d'alta resolució. Una mostra de retorn a la Terra és una opció en estudi.
OKEANOS va ser finalista de la 2a missió de gran classe ISAS del Japó que es llançaria el 2026, i, possiblement retornar les mostres d'asteroides troians a la Terra a la dècada de 2050.

## Informació general
La missió OKEANOS és un concepte proposat per primera vegada el 2010 per volar juntament amb el Jupiter Magnetospheric Orbitador (JMO) com a part de la missió cancel·lada Europa Jupiter System Mission - Laplace.
En la seva última formulació, la missió OKEANOS i LiteBIRD són els dos finalistes de la Classe de Grans Missions del Japó per part del Ministeri d'Educació, Cultura, Esports, Ciència i Tecnologia. LiteBIRD és un telescopi d'astronomia proposat de radiació còsmica de fons.
L'anàlisi de la composició dels troians de Júpiter pot ajudar els científics a entendre com es va formar el sistema solar. També ajudarà a determinar quina de les hipòtesis en competència és correcta: romanents planetesimals durant la formació de Jópiter, o blocs fòssils de construcció de Júpiter, o capturat objectes transneptunians capturats per la migració planetària. La darrera proposta inclou un mòdul d'aterratge per realitzar una anàlisi in situ. Hi ha diverses opcions per a aquesta missió, i la més ambiciosa proposa recuperar i enviar mostres a la Terra per a investigacions extensives. Hi ha diverses opcions per a aquesta missió, i la més ambiciosa proposa recuperar i enviar mostres a la Terra per realitzar investigacions exhaustives. Si és seleccionat el març del 2019 per al seu desenvolupament, la nau espacial es llançaria el 2026, i pot oferir certa sinergia amb la nau espacial Lucy que volarà per diversos troians de Júpiter el 2027.

## Nau espacial
Es preveu que la nau espacial tingui una massa d'uns 1.285 kg si inclou un mòdul d'aterratge i, en qualsevol cas, estarà equipat amb motors iònics elèctrics solars. La vela de 1.600 m² tindria un doble propòsit de propulsió de vela solar i panell solar per a la generació d'energia. Si s'inclou un mòdul d'aterratge, ha de tenir una massa no superior a 100 kg i recollir i analitzar les mostres d'asteroides. Un concepte suggerit més complex tindria que el mòdul d'aterratge tornés a sortir, es trobaria amb la nau nodrissa i transferia les mostres per al seu transport a la Terra.

### Vela solar i plafons solars
La vela és un híbrid que proporciona tant la propulsió de fotons com la potència elèctrica, que JAXA l'anomena Solar Power Sail. La vela està formada per una pel·lícula de poliimida de 10 μm de gruix de 40 × 40 metres (1.600 m²), i també està recoberta amb 30.000 panells solars de 25 μm de gruix capaç de generar fins a 5 kW a Júpiter, que és 5,2 unitats astronòmiques del Sol. La nau principal estaria situada al centre de la vela i estaria equipada amb un motor iònic elèctric solar per a maniobres i propulsió, especialment per a un possible viatge de retorn a la Terra.
La nau espacial utilitza tecnologia de vela solar desenvolupada inicialment per a l'reeixit IKAROS (Interplanetary Kite-craft Accelerated by Radiation of the Sun) que es va llançar el 2010, la vela solar de la qual era de 14 m × 14 m. Igual que amb l'IKAROS, l'angle solar de la vela es canviarà controlant de forma dinàmica la reflectivitat de les pantalles de cristall líquid (LCD) a la vora exterior de la vela, de manera que la pressió de la llum solar produeixi un parell per canviar la seva orientació.

### Motor iònic
El motor iònic destinat a la missió es denomina μ10 HIsp i el seu impuls específic és de 10.000 sec, una potència de 2,5 kW i una magnitud d'embranzida màxima de 27 mN per a cada un dels quatre motors. El sistema de motor elèctric és una versió millorada del motor de la missió Hayabusa i s'utilitzarà per a maniobrar, i especialment per a un viatge opcional de retorn a la Terra. A preliminary study indicates the need for 191 kg of xenon propellant if it is decided to bring a sample back to Earth.

### Mòdul d'aterratge
| Mòdul d'aterratge     | Paràmetres/unitats |
| --------------------- | --- |
| Massa                 | ≤ 100 kg (220 lb) |
| Dimensions            | Cilíndric, 65 cm de diàmetre 40 cm d'alçada                                                                               |
| Energia               | Bateria no recarregable                                                                                                   |
| Instruments (≤ 20 kg) | - càmera panoràmica (visible i infraroja) - microscopi infraroig - Espectròmetre Raman - magnetòmetre - radiòmetre tèrmic |
| Mostreig              | Pneumàtic Profunditat: ≤1 m                                                                                               |

El concepte de la missió encara està en desenvolupament i s'estan avaluant diversos escenaris, objectius i arquitectura. L'escenari més ambiciós contempla l'anàlisi in situ i el retorn de mostres mitjançant un mòdul d'aterratge. Aquest concepte de mòdul d'aterratge és una col·laboració entre l'Agència espacial alemanya (DLR) i l'Agència espacial japonesa (JAXA), iniciat el 2014. La nau espacial desplegaria un mòdul d'aterratge de 100 kg a la superfície d'un asteroide troià de 20–30 km per analitzar els seus components volàtils del subsòl, com l'aigua gelada, emprant un trepant pneumàtic d'1 metre accionat per gas nitrogenat a pressió. Algunes mostres del subsòl es transferirien a l'espectròmetre de masses a bord per a l'anàlisi de volàtils.
La massa de la càrrega útil científica del mòdul d'aterratge, inclòs el sistema de mostreig, no superaria els 20 kg. El mòdul d'aterratge estaria alimentat per bateries i realitzaria un descens, aterratge, mostreig i anàlisi autònoms. Algunes mostres serien escalfades fins a 1000 °C per a la piròlisi per a l'anàlisi isotòpica. La càrrega útil conceptual per al mòdul d'aterratge inclouria una càmera panoràmica (visible i infraroja), un microscopi infraroig, un espectròmetre Raman, un magnetòmetre, i un radiòmetre tèrmic. El mòdul d'aterratge funcionaria durant unes 20 hores emprant l'energia de la bateria.
Si es decideix un retorn de la mostra, el mòdul d'aterratge s'enlairarà, reunirà i lliurarà les mostres de superfície i de subsòl a la nau nodrissa que es troba a sobre (a 50 km) per al seu posterior entrega a la Terra dins d'una càpsula de reentrada. El mòdul d'aterratge seria descartat després de la transferència de la mostra.

## Càrrega útil científica conceptual
Al mòdul d'aterratge
- Mas espectròmetre
- Microscopi hiperespectral
- Imatge panoràmica hiperespectral
- Càmera de navegació òptica
- Telèmetre làser
- Magnetòmetre de 3 eixos de saturació
- Espectròmetre de Radiografia de partícula d'alfa
- Mostrejador de superfície i del subsòl.

A la nau espacial
- El telescopi d'infraroig Exo-Zodiacal (EXZIT) és un telescopi de 10 cm de diàmetre.[1][22]
- Polarímetre de raigs gamma (GAP-2)
- Radar monoestàtic per a la imatge de les estructures internes del cos[23]

Unit a la vela
- Disposició de detectors de pols de grans àrees (ALDN-2)
- Experiment de Camp magnètic (MGF-2) és un fluxgate magnetòmetre

GAP-2 i EXZIT són instruments per a observacions astronòmiques i no estan destinats a ser utilitzats per estudiar els asteroides troians. Per a GAP-2, la distància màxima de 5,2 ua de la Terra permet localitzar la posició de les explosions de raigs gamma amb alta precisió emparellant-la amb observatoris terrestres. Per BUIT-2, el màxim 5.2 distància d'AU de Terra el fa possible per localitzar la posició d'explosions de Raig gamma amb precisió alta per pairing ell amb observatoris terrestres. Per EXZIT, mentre la llum zodiacal aconsegueix significativament dèbil allèn el cinturó d'asteroide, habilita el telescopi per observar el fons infraroig còsmic per uncovering el còmic dawn. L'MGF-2 és el successor de l'MGF a bord del satèl·lit Arase i l'ALADDIN-2, el GAP-2 són successors dels respectius instruments a bord de l'IKAROS.